# Димитрије Стојковић
Димитрије З. Стојковић - Мита Атан (Врање, 1882 — Врање, 1954) је био трговац, један од оснивача Четничког покрета у Врању 1903, обавештајац у покрету у време Балканских ратова и Првог светског рата, први председник подружнице Удружења официра и ратника, један од три резервна потпуковника српске војске из Врања, у два мандата председник Врањске општине а у трећем начелник Пчињског среза.

## Биографија
По сећању његових рођака, Димитрије је становао у доњем делу града, кућа му се граничила са родном кућом Боре Станковића обичај је био да ујутру пандур дође по њега да заједно прошетају чаршијом. И то не само центром већ и споредним улицама. Кажу да је Мита Атан посебно гледо да ли је испред радњи пометено и почишћено. Уколико није, посао пандура је био да запише газду дућана и да му наплати казну. Тако су све зелене површине и тротоари у чаршији били уредни и чисти. У слободно време волео је да игра карте и игру Дарде која је била популарна у то време.
Имао је жену и двоје деце, касније је добио и тројицу унука.
Димитрије З. Стојковић је одржавао трговачке везе са Солуном, Битољем, Скопљем што значи да је често путовао.

### Балкански ратови
Мита Атан је 1912. г. пошао у Балкански рат као резервни официр. Био је у Куманову као официр Првог пешадијског пука - првог позива, а затим учествује у Битољској борби. Задњу борбу у Првом балканском рату добили су припадници Првог пешадијског врањског пука код реке Шкумбе у Албанији. Дакле, први Балкански рат су започели и завршили Албанци. Војници Првог пешадијског врањског пука првог и другог позива први су ушли у Бујановац, Прешево, Скопље, Битољ, Приштину, Елбасан, дакле као претходница српске војске. У свим тим борбама, учествовао је као официр и Мита Атан.

### Први светски рат
Први светски рат Мита Атан је почео као резервни потпуковник да би током рата добио велике чинове.
Занимљив је начин како су се унапређења, односно чинови тада добијали: Командант построји пук и гласно каже "Господо, тај и тај је предложен за унапређење, медаљу или орден. Ако сматрате да заслужује - искорачите корак напред" ако пук не искорачи - нема унапређења. То само показује колико су војници веровали својим официрима али и обрнуто.
У Церској бици и Колубарској бици Мита Атан је био официр.
Године 1916. на положају "Округла чука" на Солунском фронту, Мита Атан је рањен у груди. У том тренутку био је припадник 16. нишког пука "Цар Николај други". Након опоравка враћа се у своју јединицу и у Врање.

### Четничка споменица - даровница
Многи припадници четничког покрета добитници су четничке споменице - даровнице. Међу њима је и Димитрије З. Стојковић - Мита Атан. Ова споменица је карактеристична по томе што се у централном делу налази слика краља Петра као борца у српсом устанку у Херцеговини, централно место заузима ловоров лист са укрштеном камом и револвером. На том знаку су се заклињали српски четници. Ту је и мртвачка глава о којој постоје различита тумачења.

### Ордење
Димитрије З. Стојкоивћ - Мита Атан је имао 8 одликовања - ордена: 2 ордена Обилића, 2 медаље француске легије части и можда енглески крст - медаљу. Постоји податак да је имао 4 наша и 4 страна одликовања за храброст.
Ордење Мите Атана није *преживело" кризу 90-их година прошлог века и инфлацију.